# پادشاه شینجونگ
پادشاه شینجونگ (به کره‌ای: 신종)، (زاده: ۱۱۴۴؛ سلطنت: ۱۱۹۷~۱۲۰۴ میلادی)؛ بیستمین پادشاه گوریو و پسر پادشاه اینجونگ هفدهمین پادشاه گوریو بود.